# Usine Stellantis de Tychy
L’usine Stellantis de Tychy est une usine de production du groupe automobile Stellantis (ex-Fiat Chrysler Automobiles) située à Tychy dans le sud de la Pologne, mise en service en 1975.

## Histoire

### L’origine en 1934
Le constructeur italien Fiat a une longue histoire en Pologne. Sa première implantation remonte à 1934 où il crée une filiale avec la société d’État PZinz, baptisée Fiat Polski. La production débute par les modèles Fiat Polski 508 et Fiat Polski 518 vite complétée avec le camion Fiat 621. Cette première participation à la motorisation du pays prend fin avec l’invasion allemande de septembre 1939.

### La seconde période 1967
Le gouvernement polonais renoue avec Fiat en 1965 en signant une convention pour reprendre la coopération dans une nouvelle société Fiat Polski qui fabriquera un dérivé de la Fiat 125 italienne, baptisée Fiat Polski 125P entre 1967 et 1991.

### L’expansion: création de FSM 1973
Lorsque Fiat a été sollicité à nouveau pour produire sa nouvelle Fiat 126 en Pologne au début des années 1970, il décide, avec le gouvernement polonais, de créer une nouvelle entité baptisée Fabryka Samochodów Małolitrażowych (FSM) dans laquelle Fiat sera actionnaire minoritaire.
La nouvelle usine de Bielsko-Biała ouvre ses portes en 1971 et elle débute la fabrication de la Fiat 126P le 6 juin 1973. Ce modèle connaît un grand succès en Pologne, avec plus de 3 300 000 exemplaires construits. L'usine de Bielsko-Biała est épaulée en 1975 par une nouvelle usine robotisée implantée à Tychy. Peu à peu la production des parties mécaniques est regroupée à Bielsko-Biała et le montage des voitures à Tychy.

### La privatisation: Fiat Auto Poland
La société mixte FSM - Fiat Poland est entièrement privatisée le 28 mai 1992 et est devenue Fiat Auto Poland dont l’usine de Tychy est le principal site de production.
L’usine Fiat de Tychy est une usine de montage automobile, la plus importante en volume appartenant au groupe Fiat Group Automobiles. Elle est située sur la commune de Tychy, en Silésie, Pologne. Sur environ 4 300 000 m2, elle occupe environ 5 800 salariés directs. Elle se distingue par un niveau très élevé de qualité. 

## La production

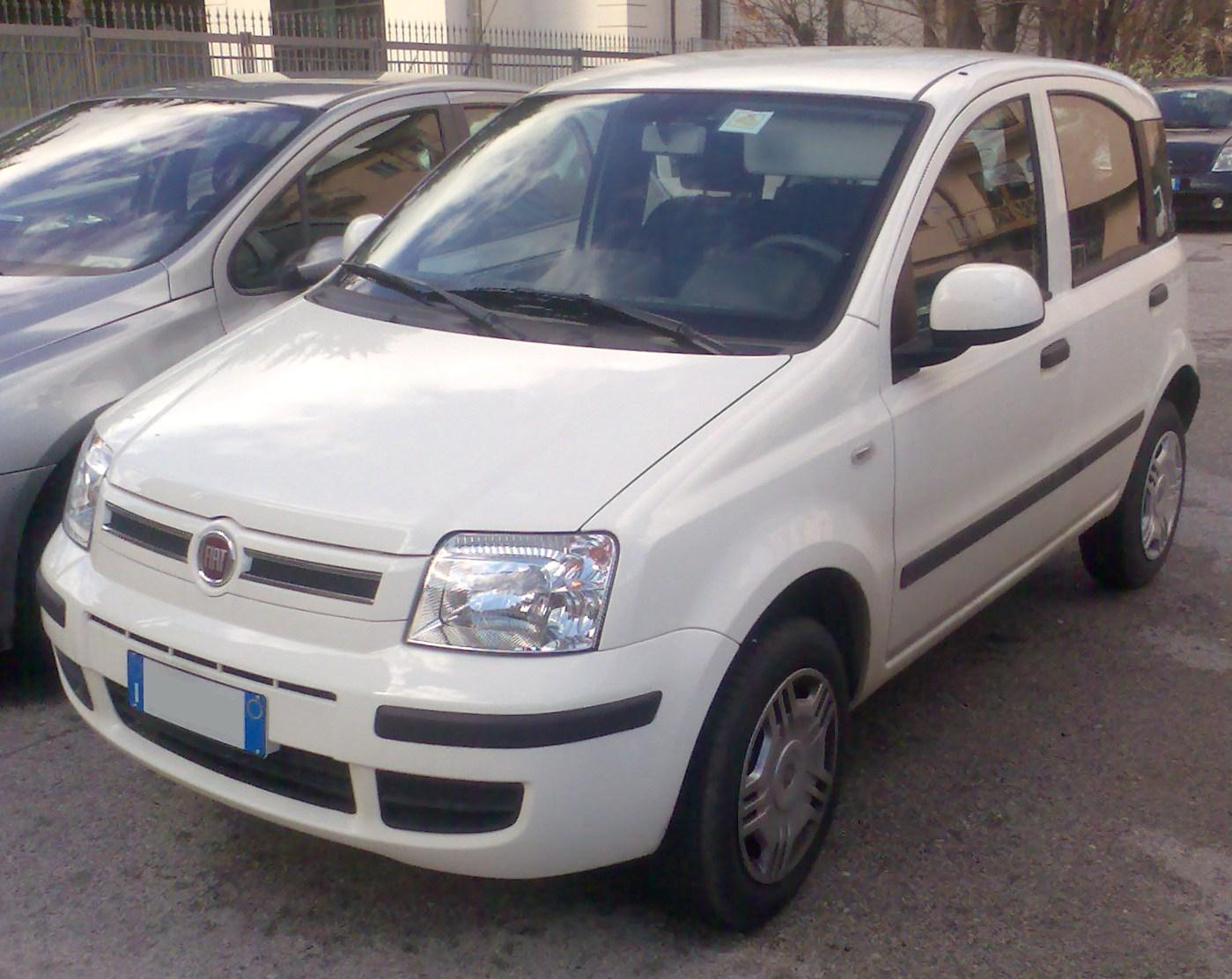
Fiat Panda II

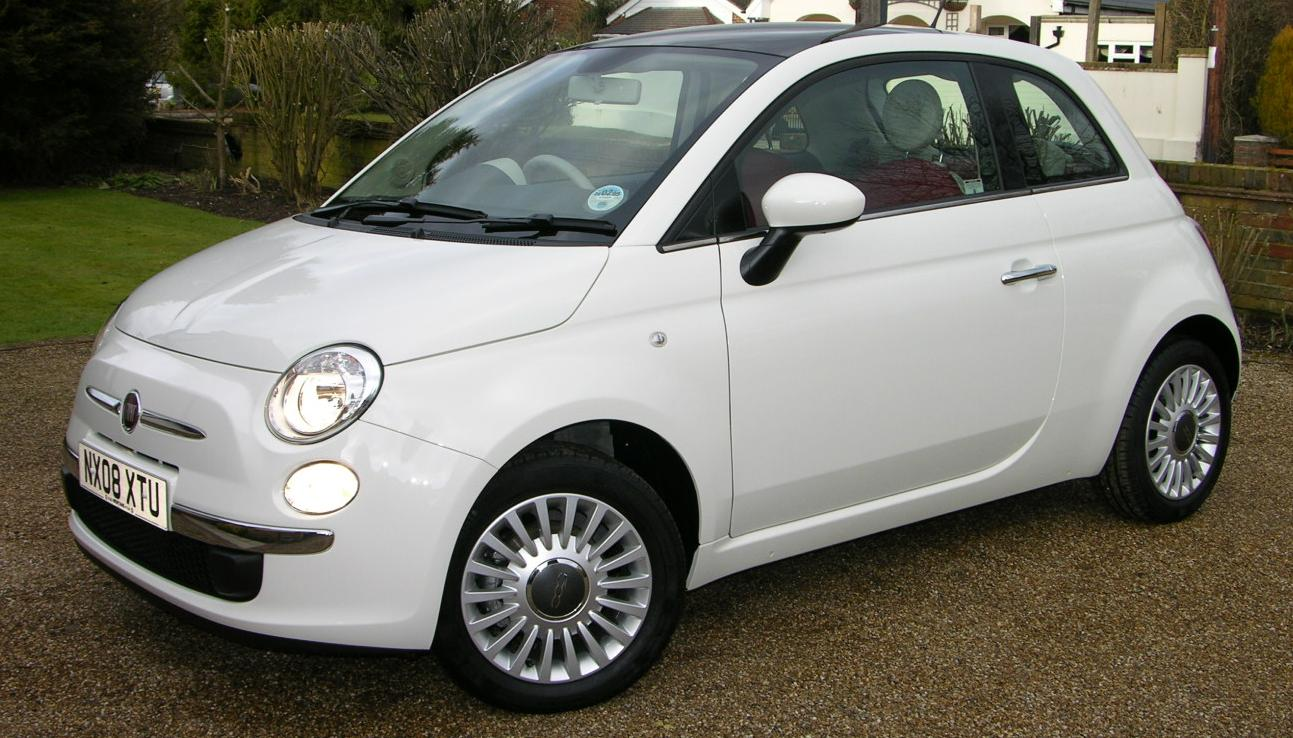
Fiat 500 (2007)

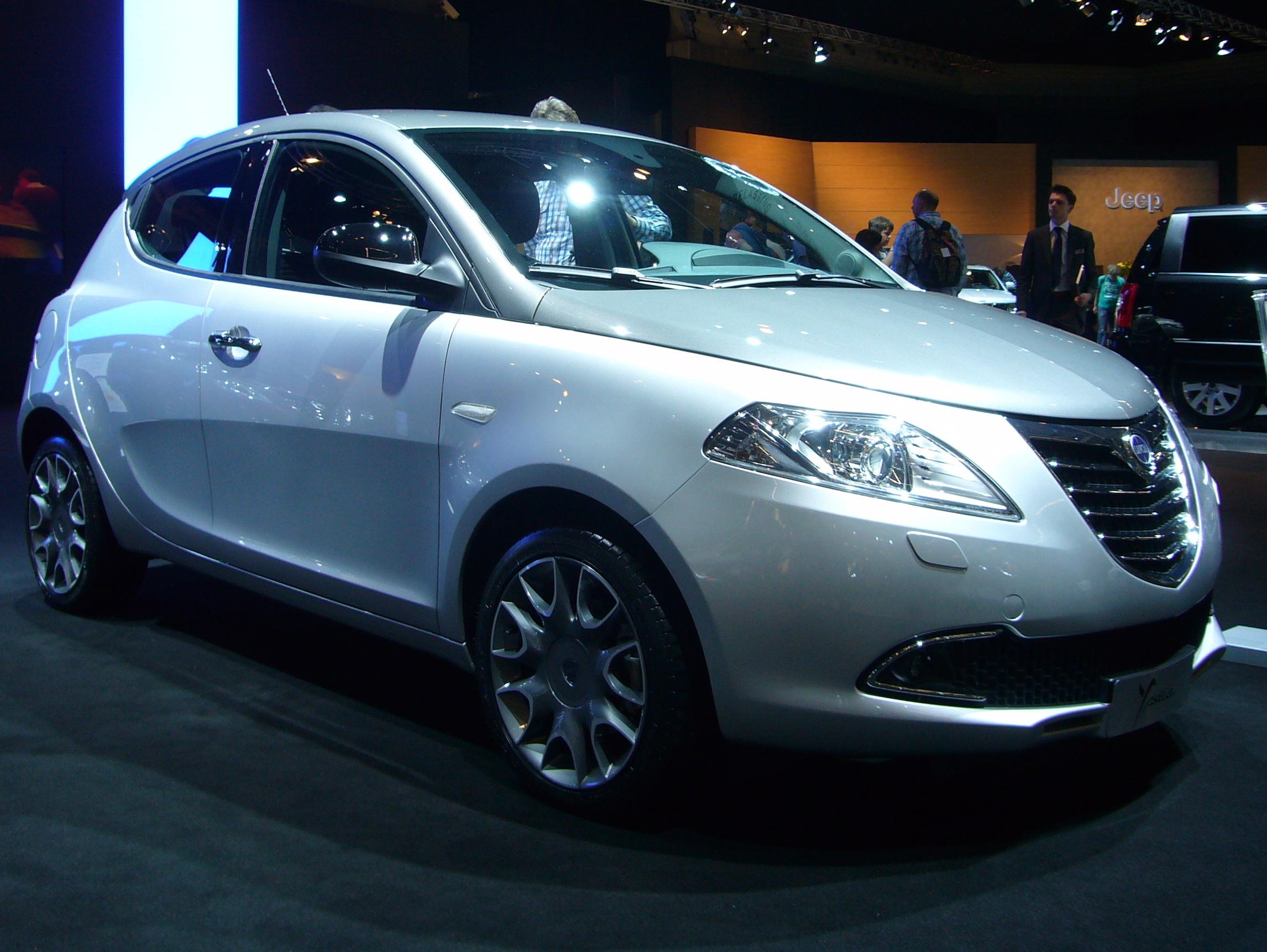
Lancia Ypsilon II

La production de l'usine Fiat Tychy est passée de 197.018 unités en 2001 à 492.885 en 2008 dont 5.905 Fiat 500 Abarth et 19.046 Ford Ka II, et à 605.797 en 2009 dont 7.884 Fiat 500 Abarth et 112.840 Ford Ka II, le record historique de l'usine.

## Productions
L’usine de Tychy a fabriqué et assemblé différents modèles depuis sa création :
- FSO Syrena : 344.099 exemplaires, de 1971 à 1983, à Bielsko-Biala
- Fiat 126P : 3.318.674 exemplaires, dont 1 152 325 de 1973 à 2000 à Bielsko-Biala et 2 166 349 de 1975 à 1991 à Tychy
- Fiat 127 : 380 exemplaires, de 1973 à 1974, à Bielsko-Biala
- Fiat Cinquecento : 1.164.525 exemplaires, du 16 décembre 1991 à 1998, à Tychy
- Fiat Uno : 188.190 exemplaires, de 1994 à 2002, dont 144 826 à Bielsko-Biala et 28 590 à Tychy
- Fiat Siena I : 50.151 exemplaires, de 1997 à 2002, dont 46 637 à Bielsko-Biala et 3 514 à Tychy
- Fiat Palio Weekend : 34.138 exemplaires, de 1997 à 2004, dont 21 773 à Bielsko-Biala et 12 365 à Tychy
- Fiat Seicento/600 : 1.328.973 exemplaires, de décembre 1997 à 2010, à Tychy
- Innocenti Mille : 14.774 exemplaires, de 1995 à 1997, à Bielsko-Biala
- Fiat Panda II : 2.168.491 exemplaires, de 2003 à 2012, à Tychy
- Fiat 500/Abarth 500 : 1.521.470 exemplaires au 01/04/2016 (production en cours), à Tychy
- Ford Ka II : 501.670 ex. exemplaires au 01/04/2016, à Tychy
- Lancia Ypsilon : 266.557 ex. au 01/04/2016 (production en cours), à Tychy
- Jeep Avenger dès 2023
- Fiat 600 dès 2023[3]
- Alfa Romeo Junior dès 2023
- Leapmotor T03 dès 2024[4]

Plusieurs véhicules ont également fait l'objet d'une fabrication en SKD à Tychy à la fin des années 1990, jusqu'en 2000 : 
- Fiat Punto : 57.026 exemplaires
- Fiat Bravo/a : 22.964 exemplaires. dont 19.122 Brava et 3.842 Bravo
- Fiat Ducato : 2.893 exemplaires
- Iveco Daily : 2.732 exemplaires
- Fiat Marea : 2.846 exemplaires

Le 12 octobre 2012, l’usine de Tychy a fêté la 10 000 000e voiture produite sur le site en 41 ans.

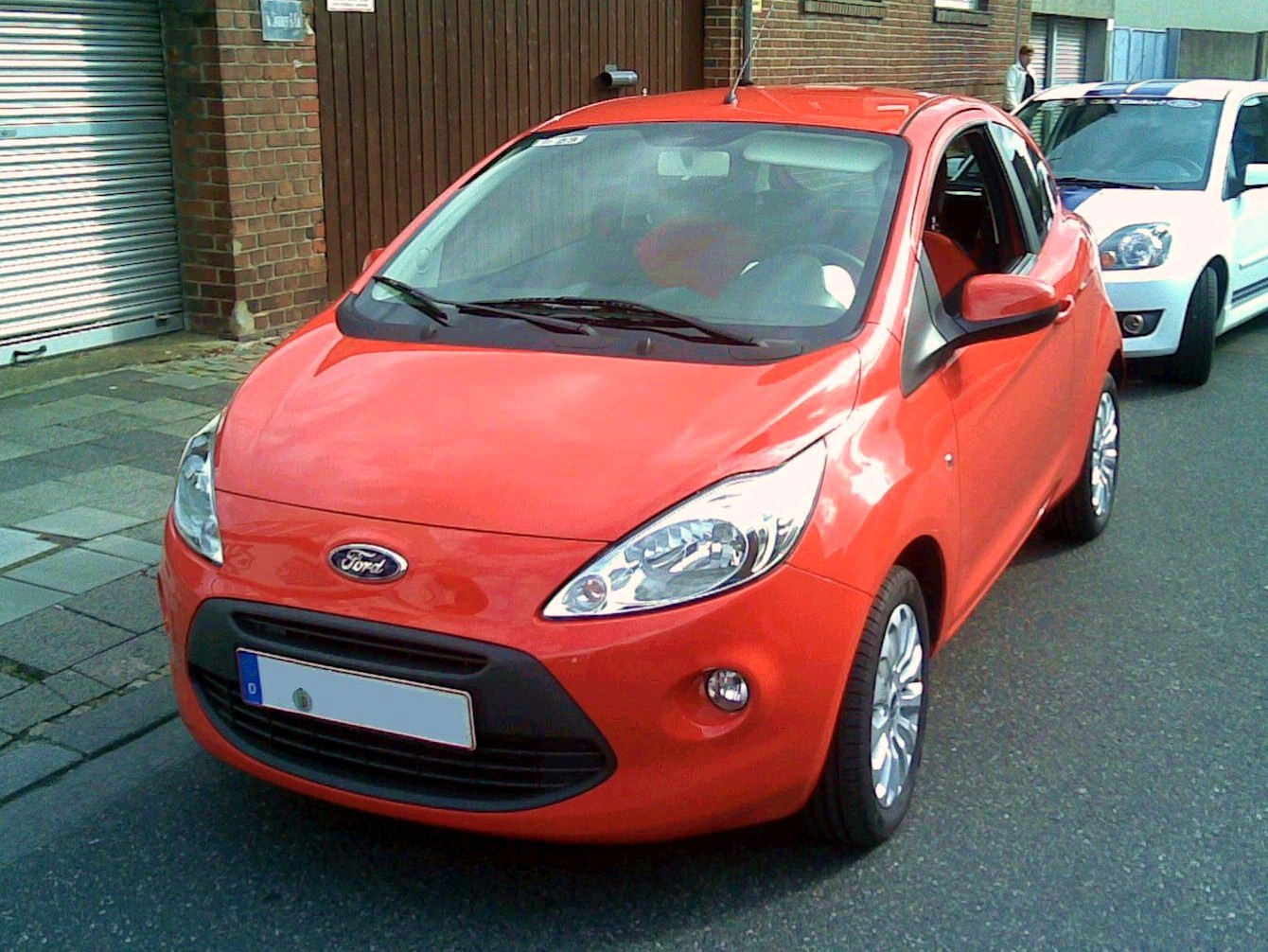
Ford Ka II produite par Fiat à Tichy